# Hauptsatzkantate
Die Hauptsatzkantate (vollständig  „Hauptsatzkantate – Vertonung des Hauptsatzes der Differential- und Integralrechnung nebst Beweis, Anwendungen und historischen Bemerkungen für vierstimmigen Chor, Mezzosopran-, Tenor-Solo und Klavier“) ist eine musikalische Darstellung des Hauptsatzes der Differential- und Integralrechnung, geschrieben und vertont vom Mathematiker Friedrich Wille.
Die Hauptsatzkantate wurde in Willes Buch Humor in der Mathematik im Jahr 1984 veröffentlicht.

## Besetzung
- Soli Mezzosopran, Tenor
- Chor SATB
- Klavier

Das Stück hat eine Aufführungsdauer von zirka acht Minuten.

## Gliederung/Ablauf
Der Ablauf der Kantate ist wie folgt (Tempobezeichnungen in Klammern):
1. Klavier: Vorspiel (Moderato)
2. Choral:  der Hauptsatz (Moderato; Darlegung des Hauptsatzes, zwei Strophen)
3. Rezitativ (Tenor): Beweis des Hauptsatzes (freies Tempo)
4. Chor: Quod erat (Moderato; Amen-ähnlicher Schlusspunkt des vorigen Beweises in Form des quod erat demonstrandum)
5. Arie (Mezzosopran): Anwendungen (Adagio; Da-capo-Arie)
6. Klavier: Zwischenspiel (Vivace)
7. Chor (einstimmig) und Klavier: Finale (Vivace; Historische Bemerkungen zum Hauptsatz, vier Strophen + Refrain)

## Besonderheiten
Die musikalische Form folgt der einer barocken Kantate. Der Komponierstil ist auf Einfachheit ausgelegt und erinnert an Mozart: Die gesungenen Stücke haben volksliedhaften Charakter, das heißt, sie sind melodiös, eingängig und leicht zu singen. In der letzten Strophe des Finales wird zudem das Publikum aufgefordert mitzusingen. Die Klavierbegleitung ist einfach gehalten und imitiert diverse Stilfiguren Mozarts.
Aufgrund des Mathematik-bezogenen Textes und des geringen Schwierigkeitsgrads der Musik kommt die Kantate hauptsächlich im mathematikpädagogischen Umfeld zur Aufführung (Oberstufe-Mathematik-Kurse an Gymnasien, Mathematikfakultäten an Universitäten usw.).